# پارس (مجله)
پارس نام مجله‌ای ادبی بود که به سردبیری ابوالقاسم لاهوتی و حسن مقدم در سال ۱۹۲۱ در استانبول در کشور ترکیه منتشر می‌شد. مجلهٔ پارس دارای دو بخش فارسی و فرانسوی بود. سردبیری بخش فارسی را لاهوتی و سردبیری بخش فرانسوی را مقدم بر عهده داشتند. مدیر مسئول مجلهٔ پارس نیز جلال انسی بود.

## نویسندگان
از جمله افرادی که با مجلهٔ پارس همکاری داشتند می‌توان به ابوالقاسم لاهوتی، حسن مقدم (حسن نوروز)، خان‌ملک ساسانی (مهر اسپند)، رضا توفیق‌بیگ، ادیب‌الممالک فراهانی و شوریدهٔ شیرازی اشاره کرد.

## زمان انتشار
انتشار مجلهٔ پارس در اردیبهشت سال ۱۳۰۰ (مه ۱۹۲۱) آغاز شد و تا نیمهٔ تیر همان سال ادامه داشت. در مجموع ۶ شماره از این مجله انتشار یافت. انتشار مجله به صورت دوهفته‌نامه بوده‌است.

## زمینهٔ آغاز و پایان فعالیت
ابوالقاسم لاهوتی پس از بازگشت به کرمانشاه به نیروهای میلیون پیوست و دست به انتشار روزنامهٔ بیستون در این شهر زد. او پس از مدتی به فرماندهی نظمیه رسید و در اواخر حکومت موقت کرمانشاه به عضویت کمیسیون معارف نیز درآمد. با این وجود پس از مدتی به دلیل وقوع درگیری‌های خونین و درگیری‌هایی که میان احزاب رخ داد کرمانشاه را ترک کرد. او ابتدا به عنوان عضو ژاندارمری برای سرکوب قیام نایبیان به کاشان رفت. اما پس از پایان کار نایبیان بار دیگر به کرمانشاه بازگشت و این بار در منطقهٔ دولت‌آباد روانسر و در منزل فردی به نام آقاسیدالدوله ساکن شد. لاهوتی پس از مدتی از کرمانشاه عازم ترکیه شد و برای دومین بار در استانبول ساکن گردید.
انتشار مجلهٔ پارس طی سفر دوم ابوالقاسم لاهوتی به ترکیه و دومین دورهٔ اقامت وی در استانبول اتفاق افتاده‌است. لاهوتی مدتی از استانبول به سواستوپول رفته و سپس به همراه امیر حشمت که در آن زمان در ترکیه از مصطفی کمال و حزب او طرفداری می‌کرد به ایران بازگشتند. لاهوتی در جریان سفر دوم خود به ترکیه به کمالیسم گرایش پیدا کرده و از کمالیست‌ها حمایت می‌کرد. بازگشت وی به ایران مقدمه‌ای برای درگیری‌های بهمن ۱۳۰۰ در شهر تبریز بود که به کودتای لاهوتی یا شورش لاهوتی معروف است.

## گرایش سیاسی
مجلهٔ پارس افکار و عقاید ناسیونالیستی ایران‌گرایانه را تبلیغ می‌کرد. عمدهٔ مطالب نشریه اشعار و قطعات ادبی بود.